# Гостра (річка)
Гостра — річка в Україні, у Кіцманському районі Чернівецької області, права притока Брусниці (басейн Дунаю).

## Опис
Довжина річки приблизно 8 км. Формується з багатьох безіменних струмків.

## Розташування
Бере початок у селі Остра. Тече переважно на північний захід і у селі Зеленів впадає у річку Брусницю, праву притоку Пруту.